# Malatya
Malatya (antiguamente Melitene) es una ciudad y distrito ubicada al sureste de Turquía y la capital de la provincia de Malatya, en el pie de las montañas del Montes Tauro. Cuenta con una población de 383 185 hab. (2007).

## Historia
Malatya es una antigua ciudad de Anatolia, cuyo origen se remonta a la segunda mitad del IV milenio a. C., con una fuerte administración de un protorreino ya en dicha época. Se cree que su fuerte y avanzada administración no se pudo mantener bien dada la ausencia de escritura, lo que provocó una caída bastante rápida.
También se la conoce por su antiguo nombre de Melitene, que se remonta a la dominación romana, cuando Melitene era el campamento base de la Legio XII Fulminata. Un nombre aún más antiguo es el de Arslantepe, la antigua ciudad hitita). La antigua Malatya se encuentra a unos kilómetros de la ciudad moderna, en el territorio de las antiguas ciudades de Arslantepe  y Battalgazi (bizantina y medieval). El obispo ortodoxo, poeta y cronista Gregorio Bar Ebraia (1226-1286) era natural de ʿEbrā, localidad próxima a Malatya.
En 1893, la ciudad resultó destruida por un terremoto.
Turgut Özal, que fue primer ministro y presidente de Turquía, nació en Malatya en 1927.
La zona que rodea Malatya es conocida por el cultivo del albaricoque, cuyas tierras riegan los afluentes del río Éufrates. Los albaricoques de Malatya se dejan secar normalmente al sol en los huertos tradicionales, tras lo cual se recogen y distribuyen por todo el mundo. También se encuentra en Malatya la Universidad İnönü.
Los restos de la ciudad antigua han sido estudiados en las últimas décadas por la Universidad de Roma "La Sapienza" por el equipo al cargo de la arqueóloga Marcella Frangipane.